# Пам'ятний знак воїнам-односельчанам (Щекичин)
Пам'ятний знак воїнам-односельчанам— пам'ятка історії місцевого значення в Україні встановлено навпроти сільського клубу села Щекичин Корецького району, Рівненської області.
61 житель села Щекичин Корецького району в складі Червоної армії брали активну участь в боротьбі проти німецьких військ. 39 воїнів-земляків загинули на полі бою. 42 воїни за мужність і героїзм були нагороджені бойовими медалями і орденами.
Пам'ятний знак встановлено 7 травня 1968 року. Автором пам'ятника є скульптор Лебедєв Олег Миколайович.

## Опис
На майданчику встановлено стелу, яка має форму зрізаного прямокутника. На стелі зверху вниз барельєфне зображення ордена Німецько-радянської війни, роки 1941—1945, барельєф радянського воїна та текст:
|  | ВІЧНА СЛАВА ОДНОСЕЛЬЧАНАМ, ЯКІ ЗАГИНУЛИ ЗА СВОБОДУ І НЕЗАЛЕЖНІСТЬ РАДЯНСЬКОЇ БАТЬКІВЩИНИ |

Нижче барельєфне зображення факела вічного вогню в руці, гілка дубових листків. Біля підніжжя стели меморіальна плита з прізвищами та ініціалами 39 загиблих воїнів.
Розміри пам'ятки: стела — 4,9 х 1,5 х 0,7, майданчик — 0,35 х 2,3×3,35 м; меморіальна плита — 1,5×1,0 м.

## Взяття на облік
Даний об'єкт культурної спадщини взято на облік рішенням виконкому обласної Ради депутатів трудящих № 102 від 17.02.1970 року.